# Aeroport Internacional Capitán Corbeta CA Curbelo
L'Aeroport Internacional Capitán Corbeta CA Curbelo (IATA: PDP, OACI: SULS) és un aeroport que es troba proper a la ciutat de Maldonado, al sud-est de l'Uruguai. Va ser inaugurat el desembre de 1993. Té una pista d'aterratge pavimentada amb asfalt de 2.133x45 metres.